# 聆聽

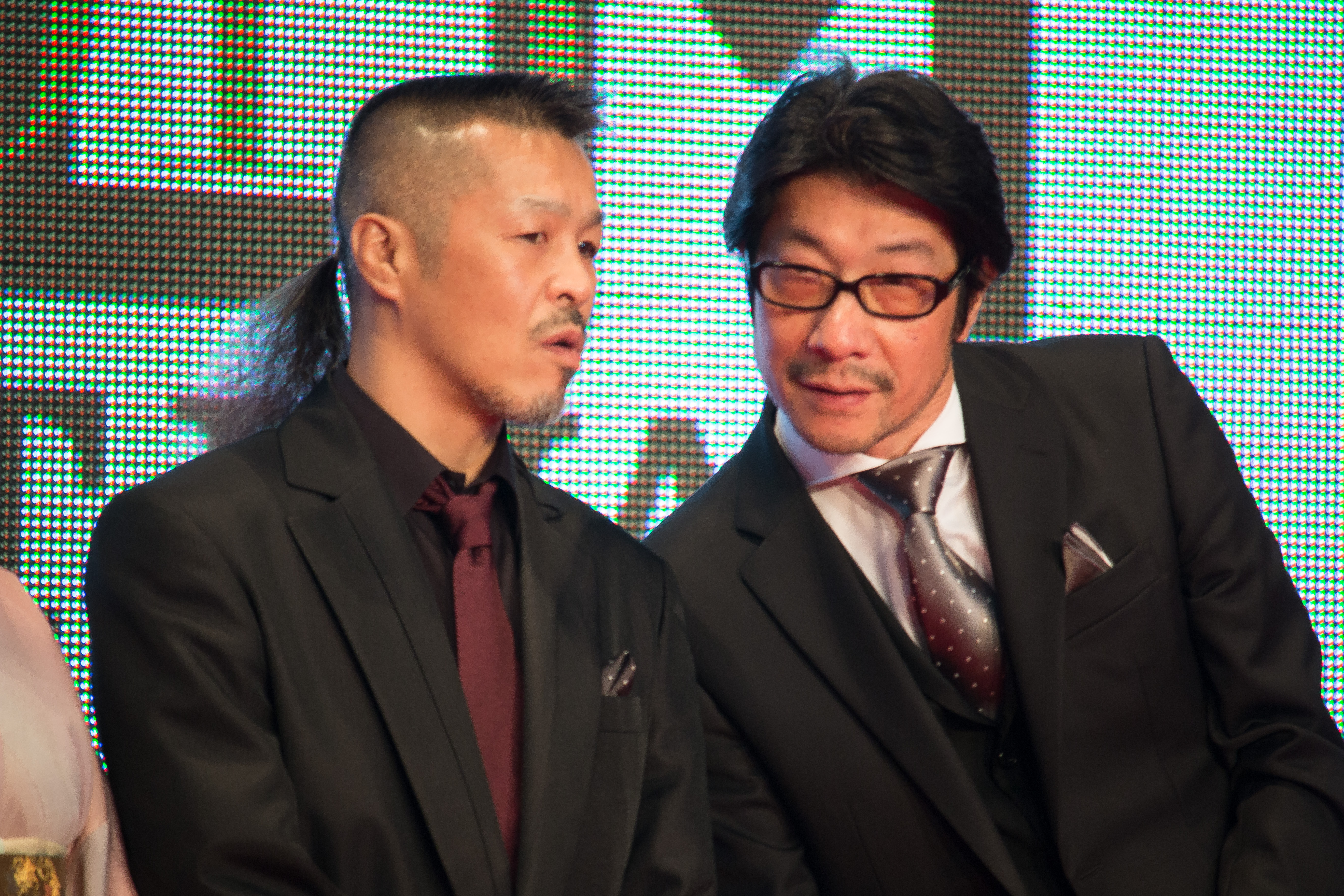

聆听意指有意識去听某種聲音，相比起生理上的聽覺，聆聽屬於心理上的範疇。按照法國哲學家羅蘭·巴特的說法，聆聽分為三個階段，先是意識（alerting），然後是辨識（deciphering），最後是明白聲音的來源及影響聆聽者。